# Świętouść
Świętouść [ɕfjɛnˈtɔuɕt͡ɕ] (tiếng Đức Swantuss) là một khu định cư ở quận hành chính của Gmina Wolin, thuộc quận Kamień, West Pomeranian Voivodeship, ở phía tây bắc Ba Lan. Nó nằm khoảng 16 kilômét (10 mi) phía bắc của Wolin, 11 km (7 mi) phía tây Kamień Pomorski và 63 km (39 mi) phía bắc thủ đô khu vực Szczecin.